# Benjamin Saúl
Benjamín Saúl (* 27. Juni 1924 in Monforte de Lemos, Galicien; † 1980 in San Salvador) war ein spanisch-salvadorianischer Künstler und Bildhauer.

## Leben
Benjamín Saúl wuchs in der Töpfer- und Bildhauerstadt Monforte de Lemos in Galicien auf. Sein Vater Nemesio Rodríguez und seine Mutter Emilia Quiroga betrieben eine Töpferei. Schon früh entdeckte er seine Vorliebe zur bildlichen Darstellung. 1944 bis 1950 studierte er Kunst an der Real Academia de Bellas Artes de San Fernando in Madrid. Zusammen mit seinem Mentor José Planes nahm er an den ersten öffentlichen Ausschreibungen für Bildhauerarbeiten teil. 1950 beim Concurso Nacional de España wurde seine erste Steinmetzarbeit Paso del Estrecho und der Entwurf zum Valle de los Caídos prämiert.
1955 wurde Benjamín Saúl von der Dominikanischen Republik eingeladen, dort fertigte er bis 1960 zwölf Denkmäler unter ihnen ein aus Travertin gefertigte Skulptur einer Alma Mater Statue für die National Universität von Santo Domingo, zwei Löwen für den Eingang zum Nationalpalast und Justizgebäude des Justizministeriums und einen Bronze Soldaten Statue für Militärakademie Trustees.
1960 nach Erhalt eines Stipendiums der Französisch Regierung zog er nach Paris. Ende 1963 wurde Benjamin Saúl nach El Salvador eingeladen um das Projekt eines monumentalen Christus auf dem Gipfel des Vulkans von San Salvador zu vollenden.
Benjamín Saúl entdeckte dort seine Liebe zu dem Land El Salvador und entschied sich in El Salvador sein weiteres Leben zu verbringen. Er wurde Direktor der Escuela de Artes Plásticas.
Im Jahr 1965 wurde er zum Professor der Fakultät für Ingenieurwesen und Architektur der Universität (Ingeniería y Arquitectura de la Universidad de El Salvador) ernannt.
Bekannte Werke sind unterer anderen die Skulpturengruppen Homenaje al Padre Cañas in Bronze (Zacatecoluca Central Park 1967) und das Monumento al Mar aus rekonstruiertem Stein (gegenüber der ehemaligen US-Botschaft in El Salvador 1970).
Benjamin Saul nahm auch an zahlreichen international Gruppenausstellungen teil, wie zum Beispiel Escuelas Superiores de España  (Madrid 1949), Angle Du Fauburg  Galerie (Paris 1964), Galería Forma (San Salvador 1972) und Brickell Gallery (Miami, USA 1974).
Im Jahre 1980 verstarb Benjamin Saúl in San Salvador. Seine signifikante Produktion von Skulpturen, Reliefs und Zeichnungen seiner Arbeit ist Teil der Sammlung des Museo de Arte Moderno in Madrid und das Museum of American Art in Mexiko sowie in privaten Sammlungen in Mittelamerika, USA, Indien, Spanien, Dominikanische Republik, Chile, Puerto Rico, Mexiko, Frankreich, Italien, Brasilien, China, England und Japan.